# Níradž Čopra
Níradž Čopra (* 24. prosince 1997 Pánipát) je indický oštěpař, olympijský vítěz z LOH 2020, stříbrný z LOH 2024 a mistr světa z roku 2023. Stal se prvním indickým olympijským vítězem v atletice a po střelci Abhinavovi Bindrovi druhým indickým olympijským vítězem v individuální disciplíně. Zlato má i z Asijských her 2018, z mistrovství Asie 2017 a z mistrovství světa juniorů z roku 2016, kde vytvořil juniorský světový rekord v hodu oštěpem (86,48 m). V témže roce vstoupil do indické armády. Jeho osobní (a zároveň národní) rekord z června 2022 činí 90,23 m.